# Ville-sur-Ancre
Ville-sur-Ancre là một xã ở tỉnh Somme nước Pháp.
Thị trấn này có diện tích 5,95 km2, dân số theo điều tra năm 1999 là 235 người.